# Ivan Sratsimir của Bulgaria
Ivan Sratsimir hay Ivan Stratsimir là Sa hoàng của Đế quốc Bulgaria từ năm 1356 đến 1396, ở Vidin. Ông sinh khoảng 1324-1325, và mất khoảng năm 1397.
Ivan Stratsimir sinh ra ở Lovech khoảng 1324-1325, là con thứ của Ivan Aleksandăr và vợ cả, Theodora của Wallachia. Ông là cháu ngoại của Basarab I xứ Wallachia. Tên ông được đặt theo tên của người ông nội là Stratsimir xứ Krăn. Năm 1337, cùng với người anh/em là Ivan Asen IV, Ivan Sratsimir được phụ hoàng phong làm đồng hoàng đế. Từ đó (hoặc vài năm sau), Ivan Sratsimir chọn Vidin làm thủ phủ của mình.